# 부치 캐시디의 와일드 번치

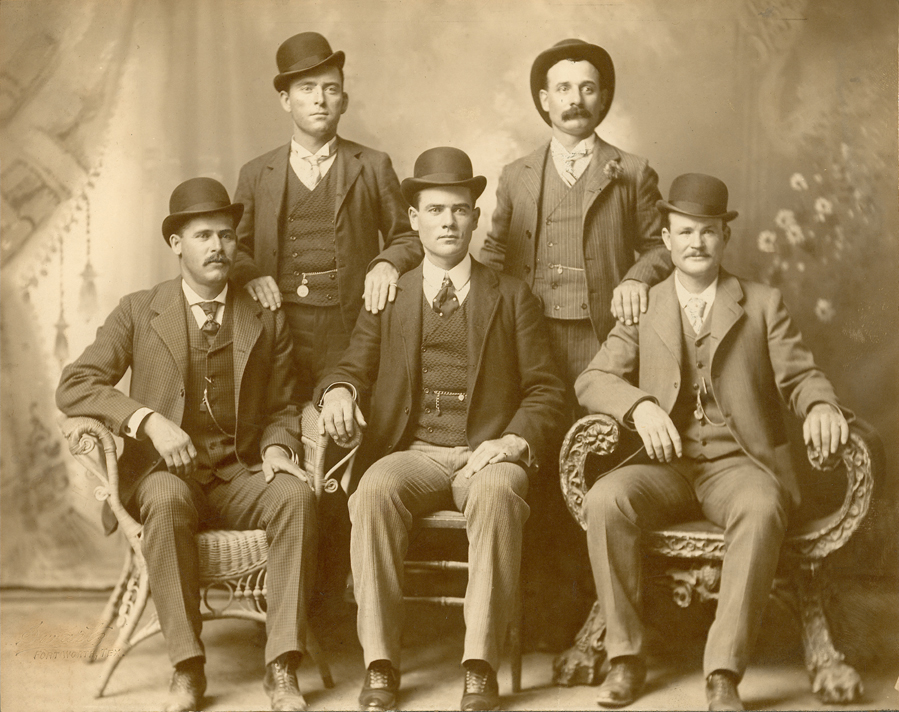

부치 캐시디의 와일드 번치(Butch Cassidy's Wild Bunch)는 미국 서부개척 시대 끝무렵인 1899년 와이오밍주 홀인더월에서 결성된 무법자들의 느슨한 갱스터 조직이다. 1969년 영화 《내일을 향해 쏴라》 덕분에 유명해졌다. 1890년대에 활동한 다른 무법자 조직 와일드 번치의 이름을 빌려 썼으며, 오늘날에는 이쪽이 오히려 더 유명해져 버렸다. 부치 캐시디가 갱스터 두목이었고, 그 친구 엘지 레이, 선댄스 키드, 톨 텍산, 뉴스 카버, 카밀라 "귀머거리 찰리" 행크스, 로라 불리언, 납작코 커리, 키드 커리, 밥 믹스 등이 조직원이었다. 역사상 가장 성공적인 열차강도 행각을 벌였다.
1901년 핑커톤을 비롯한 법집행기관의 끈질긴 추적 끝에 대부분의 조직원들이 죽고 두목 부치 캐시디와 선댄스 키드는 애인 에타 플레이스와 함께 아르헨티나 파타고니아로 도피하여 조직이 와해되었다. 캐시디와 선댄스는 1908년 볼리비아 기병대에게 사살되었다.